# An-Nàbigha al-Jadí
Qays ibn Abd-Al·lah (àrab: قيْس بن عَبْد اللّه, Qays b. ʿAbd Allāh) o, segons altres fonts, Hibban (o Hassan) ibn Qays ibn Abd-Al·lah (àrab: حبان(أو حسان) بن قيْس بن عَبْد اللّه, Ḥibbān (o Ḥassān) b. Qays b. ʿAbd Allāh), més conegut, tanmateix, com an-Nàbigha al-Jadí (àrab: النابغة الجعدي, an-Nābiḡa al-Jaʿdī) fou un poeta àrab del clan Banu Jada de la tribu Àmir ibn Sassaa i un dels companys del profeta Muhàmmad, famós per la seva longevitat.
Es va fer musulmà vers 630 i vers el 642 va emigrar amb la seva tribu cap a Bàssora. Va estar al costat d'Alí ibn Abi-Tàlib a Nukhayla i a Siffín. Muàwiya I li va confiscar els béns. El 684 va fer submissió a Abd-Al·lah ibn az-Zubayr. Després de la batalla de Marj ar-Ràhit es va presentar com defensor dels qaysites contra els kalbites. Va morir vers 698/699 amb una edat avançada, potser al tomb dels 90 anys. Va deixar escrites poesies que encara no han estat ben estudiades.